# Centrale Oeral

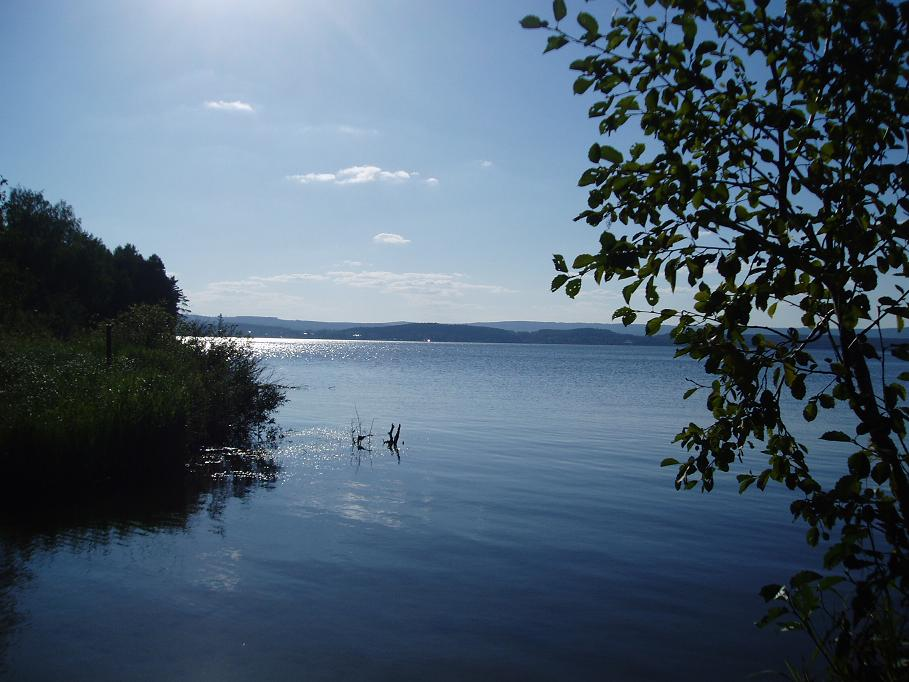
Tavatoejmeer ten zuidoosten van Novo-oeralsk

De Centrale Oeral of Midden-Oeral (Russisch: Средний Урал; Sredni Oeral) is een van de vijf geografische regio's van de Oeral. Het ligt tussen de Noordelijke Oeral (vanaf 60° NB) en de Zuidelijke Oeral (vanaf 56° NB). Het gebied loopt in de breedte van 58° tot 61° OL tussen het Russisch Laagland en het West-Siberisch Laagland (25–30 km, met uitlopers 80–90 km). Een groot deel van het gebied ligt op het grondgebied van de kraj Perm en de oblast Sverdlovsk. Het is een overwegend heuvelachtig gebied, dat geen echte bergen kent. De hoogste pieken zijn de Sredni Baseg (994 m), Katsjkanar (878,8 m) en de Sjoenoet (724,2 m). In het zuidwesten ligt het Oefa Plateau. Een opmerkelijke rots is Irbitski pisany kamen. Bergruggen in de Centrale Oeral zijn Basegi, Bardymrug en Konovalovski Oeval.
Het is een gebied dat rijk is aan delfstoffen, waaronder edelmetalen en zeldzame metalen (chalcopyriet, goud, koper en platina); non-ferro metalen (asbest en talk); halfedelstenen en gekleurde stenen (amethist, chrysoberyl, morion, olivijn, toermalijnen en topazen). Het gebied is vooral bekend om haar jaspis, malachiet, marmer en rhodoniet. Het meest waardevol is magnetiet waaruit ijzer wordt gewonnen.
In het gebied ontspringen onder andere de rivieren Oefa, Nejva, Pysjma, Revda, Sylva, Tagil, Toera en Tsjoesovaja (stoomt over het gebergte heen).
Het is, met name aan de oostzijde, een van de dichtstbevolkte gebieden van de Oeral. Veel steden zijn door de mijnbouw, een belangrijke bron van werkgelegenheid, ontstaan. Een belangrijke groeiperiode in de 17e eeuw was te danken aan onder meer mijnbouwondernemer Nikita Demidov en het neerstrijken van gevluchte oudgelovigen, die een belangrijke rol speelden bij de groei van de mijnbouw in het gebied.
Belangrijke steden zijn Lysva, Perm en Tsjoesovoj aan de westzijde en Jekaterinenburg, Lesnoj, Nizjni Tagil, Novo-oeralsk, Pervo-oeralsk en Polevskoj aan de oostzijde.